# Осиновский, Николай Иванович
Николай Иванович Осиновский (6 февраля 1888 ― 28 ноября 1953) ― советский учёный, педиатр, доктор медицинских наук, профессор, заведующий кафедрой детских болезней Второго московского медицинского института (1933—1958 гг.), Заслуженный деятель науки РСФСР (1958).

## Биография
Николай Иванович Осиновский родился 6 февраля 1888 года.
В 1913 году успешно завершил обучение в Императорской Военно-медицинской академии. Проходил службу военным врачом.
В 1917 году стал работать научным сотрудником на кафедре детских болезней Ростовского медицинского института.
В 1923 году назначен заведующим кафедрой детских болезней Горьковского медицинского института.
С 1923 по 1931 год работал в городе Ташкенте заведующим кафедрой детских болезней медицинского факультета Среднеазиатского университета.
В 1931 году возвращается в Ленинград и до 1933 года работает заведующим биологическим отделением в НИИ охраны детей и подростков. В 1933 году его назначают на должность заведующего кафедрой детских болезней Второго московского медицинского института. На этой должности доктор Осиновский работал до самой смерти.
Является автором более 70 научных работ, среди них 5 монографий. Был соавтором трёх учебников по детским болезням. Активно занимался исследовательской работой по вопросам возрастных особенностей течения малярии, лейшманиоза, лямблиоза, токсоплазмоза, физиологии и патологии сердечно-сосудистой системы у детей. Уделял внимание изучению фармакотерапии сердечными средствами в педиатрической практике. Один из первых ученых в СССР, кто стал проводить подробное исследование врождённых пороков сердца у детей. Подробно изучил акцидентальные шумы сердца. Организатор Института охраны материнства и детства в Средней Азии.
Активный участник медицинского сообщества. Являлся членом редакционной коллегии журнала «Педиатрия», был членом Ученого совета Министерства здравоохранения РСФСР и СССР.
Умер в Москве 28 ноября 1953 года. Похоронен на Малаховском кладбище.

## Научная деятельность
Труды, монографии:
- Осиновский Н. И. Цынга у детей, — Москва, 1927;
- Осиновский Н. И. Клиника лейшманиоза у детей, — Симферополь, 1933;
- Осиновский Н. И. Малярия у детей, Д., 1934;
- Осиновский Н. И. Опыты оживления детского сердца, Советская педиатрия, № 9, 1936, С. 3;
- Осиновский Н. И. Малярия у детей, — Москва, 1949;
- Осиновский Н. И. Вопросы кардиологии детского возраста, — Москва, 1956.

## Награды и звания
- Орден Ленина;
- Заслуженный деятель науки РСФСР (1958);
- другие медали.